# Референдум в Дании (2022)
Референдум об отмене исключения в сфере общей политики безопасности и обороны, одного из исключений Европейского союза, был проведён в Дании 1 июня 2022 года. Его проведение было запланировано 6 марта 2022 года после достижения договорённости об изменении политики безопасности страны на фоне вторжения России на Украину. На референдуме победил вариант «За», набравший примерно две трети голосов. Это был первый случай, когда Дания отменила одно из своих исключений в договоре Европейского союза.

## Предыстория
После отклонения Маастрихтского договора на референдуме 1992 года было достигнуто Эдинбургское соглашение, которое дало Дании четыре исключения при членстве в Европейском союзе. Впоследствии, в 1993 году, Маастрихтский договор был ратифицирован. Одним из исключений было исключение в сфере Общей политики безопасности и обороны. Оно означало, что Дания не участвует в Общей политике безопасности и обороны или военных операциях союза. Кроме того, Дания не участвует в процессах принятия решений в ЕС, связанных с военными операциями.
Это уже третий референдум, который проводится в связи с исключением. В 2000 году на референдуме было отклонено принятие евро в качестве национальной валюты, а в 2015 году отклонено предложение изменить исключение от пространства свободы, безопасности и правосудия. Чтобы референдум был отклонён, большинство избирателей должно проголосовать против, и их число голосов должно составлять не менее 30 %. Стороны, стоящие за соглашением об обороне, приняли решение о том, что результат референдума 2022 года должен оставаться в силе независимо от явки.

## Подготовка к референдуму
Договорённость об изменении политики безопасности было представлено лидерами партий Социал-демократы, Венстре, Социалистической народной, Социал-либеральной и Консервативной народной, а затем подписано ими. Либеральный альянс и Христианские демократы также поддержали договорённость, а Независимые зелёные хоть и проголосовали «За», но не призывали избирателей голосовать. Датская народная партия, Новые правые, Молодые консерваторы и Красно-зелёная коалиция выступили против отмены исключения, призвав избирателей проголосовать «Против». Договорённость включала увеличение расходов на оборону и прекращение зависимости страны от российского газа.
30 марта Министерство иностранных дел Дании опубликовало два законопроекта об организации референдума и присоединении к Общей политике безопасности и обороны. Формулировка вопроса референдума, в котором не упоминался ни Европейский союз, ни исключение, подверглась критике со стороны Датской народной партии и Красно-зелёной коалиции. Йеппе Кофод, министр иностранных дел Дании, 7 апреля объявил об изменении формулировки, которая гласит: «Голосуете ли вы за или против участия Дании в европейском сотрудничестве в области обороны и безопасности путем отмены исключения от участия в обороне ЕС?».
Была высказана озабоченность по поводу того, что отмена отказа и участие в Общей политике безопасности и обороны могут в конечном итоге привести к тому, что Дании придётся вступить в Армию Европейского союза, если таковая будет создана в будущем. Йеппе Кофод заявил, что любое такое изменение потребует пересмотра договора и нового референдума.
В преддверии референдума были проведены теледебаты с участием лидеров партий Фолькетинга.

## Результаты
Экзитполлы, опубликованные национальными телекомпаниями DR и TV 2 сразу после закрытия избирательных участков в 20:00 CEST (18:00 UTC), показали, что подавляющее большинство избирателей проголосовали «За».
По данным Бюро статистики Дании, 66,87 % избирающих отдали голос «За», 33,13 % — «Против». Явка составила 65,8 %, став одной из самых низких среди всех референдумов в Европейском союзе. Из общего числа избирателей (4 260 944) 43,38 % проголосовали «За», 21,49 % «Против», 35,13 % не голосовали.
| Голос            | Голосов   | Доля (%) |
| ---------------- | --------- | -------- |
| За               | 1 848 242 | 66,87    |
| Против           | 915 717   | 33,13    |
| Всего            | 2 763 959 | 100,00   |
| Действительный   | 2 763 959 | 98,62    |
| Недействительный | 5 819     | 0,21     |
| Незаполненный    | 32 739    | 1,17     |
| Всего голосов    | 2 802 517 | 100,00   |
| Электорат/Явка   | 4 260 944 | 65,77    |

### Результаты по избирательным округам
| Избирательный округ | Голоса           | Голоса           | Голоса         | Голоса           | Голоса        | Голоса  |
| Избирательный округ | За               | Против           | Действительный | Недействительный | Незаполненный | Всего   |
| ------------------- | ---------------- | ---------------- | -------------- | ---------------- | ------------- | ------- |
| Копенгаген          | 235 847 (69,4 %) | 104 221 (30,6 %) | 340 068        | 827              | 5108          | 346 003 |
| Большой Копенгаген  | 160 842 (68,1 %) | 75 490 (31,9 %)  | 236 342        | 508              | 2407          | 239 257 |
| Северная Зеландия   | 172 177 (71,8 %) | 67 611 (28,2 %)  | 239 788        | 396              | 2176          | 242 360 |
| Борнхольм           | 12 827 (62,9 %)  | 7552 (37,1 %)    | 20 379         | 44               | 316           | 20 739  |
| Зеландия            | 265 947 (64,0 %) | 149,567 (36,0 %) | 415 514        | 837              | 4428          | 420 779 |
| Фюн                 | 165 365 (67,3 %) | 80,211 (32,7 %)  | 245 576        | 576              | 3166          | 249 318 |
| Южная Ютландия      | 214 790 (63,2 %) | 124 833 (36,8 %) | 339 623        | 770              | 3746          | 344 139 |
| Восточная Ютландия  | 274 182 (69.5 %) | 120 265 (30,5 %) | 394 447        | 837              | 5175          | 400 459 |
| Западная Ютландия   | 168 770 (66.3 %) | 85 772 (33,7 %)  | 254 542        | 465              | 3092          | 258 099 |
| Северная Ютландия   | 177 485 (63,9 %) | 100 195 (36,1 %) | 277 680        | 559              | 3125          | 281 364 |

## Реакция
Премьер-министр Дании Метте Фредериксен прокомментировала, что она очень довольна результатом, и заявила, что Дания послала очень важный сигнал своим союзникам и чёткий сигнал Владимиру Путину. Лидер партии Венстре Якоб Эллеманн-Йенсен заявил, что референдум дал чёткий результат, на который другие страны могут рассчитывать. Лидер Датской народной партии Мортен Мессершмидт прокомментировал, что на голоса многих людей повлияла война на Украине.
Президент Европейской комиссии Урсула фон дер Ляйен заявила, что Дания и Европейский союз «извлекут выгоду из этого решения». Президент Франции Эммануэль Макрон назвал итоги референдума «фантастической новостью для Европы». По словам Министерства иностранных дел Дании, планируется, что решение вступит в силу 1 июля.

### Комментарии
1. ↑  дат. Stemmer du ja eller nej til, at Danmark kan deltage i det europæiske samarbejde om sikkerhed og forsvar ved at afskaffe EU-forsvarsforbeholdet?
2. ↑  Голосование не проводилось на Фарерских островах и Гренландии, которые не являются частью Европейского союза.